# Ligdus chelifer
Ligdus chelifer (лат.) — вид пауков из подсемейства Ballinae семейства пауков-скакунов (Salticidae), единственный в составе рода Ligdus Thorell, 1895. Является эндемиком Мьянмы.

## Систематика
Вид описан в 1895 году по одному единственному экземпляру самки. Eugène Simon считал что таксон близкий родственник роду Copocrossa.